# Servicio de Inteligencia Nacional
El Servicio de Inteligencia Nacional (SIN) fue una agencia de inteligencia del Gobierno del Perú que existió entre 1960 y 2001.

## Historia
El 26 de enero de 1961, el presidente Manuel Prado Ugarteche creó mediante Decreto Supremo, el Servicio de Inteligencia Nacional (SIN), en una etapa caracterizada por el triunfo de la revolución cubana, el fenómeno de la guerra no convencional, y el proceso de modernización cincuentista llevado a cabo por el Ejército.
Durante el gobierno de Juan Velasco Alvarado, el SIN estuvo relacionado con el KGB, la agencia de inteligencia soviética. Se realizaron negociaciones entre el SIN y el KGB para el entrenamiento de agentes, intercambio de inteligencia y cooperación en medidas de seguridad. El KGB destinó dos oficiales de operaciones y un especialista técnico como puntos de enlace con el SIN en Lima. Con apoyo del SIN, el KGB realizó en Perú acciones contra la CIA y contras las embajadas de México, Estados Unidos y Chile presentes en la capital peruana. Además, se llevaron a cabo operaciones conjuntas en Chile, Argentina y otros países latinoamericanos.
Años después la normatividad del SIN en el Perú sería modernizada recién en 1984, durante el gobierno del Presidente Fernando Belaúnde, bajo la siempre inconveniente modalidad de legislación delegada, es decir, mediante Decretos Legislativos: el Decreto Legislativo n.º 270 del Sistema de Inteligencia Nacional – SINA, y el Decreto Legislativo n.º 271 del servicio de Inteligencia Nacional. Ambos decretos constituyen el primer intento real por institucionalizar la inteligencia peruana, creando y diseñando para tales efectos el Consejo Superior de Inteligencia – CSI, ente colegiado para la toma de decisiones del sistema de inteligencia y para promover la especialización del mismo.

### Gobierno de Alberto Fujimori

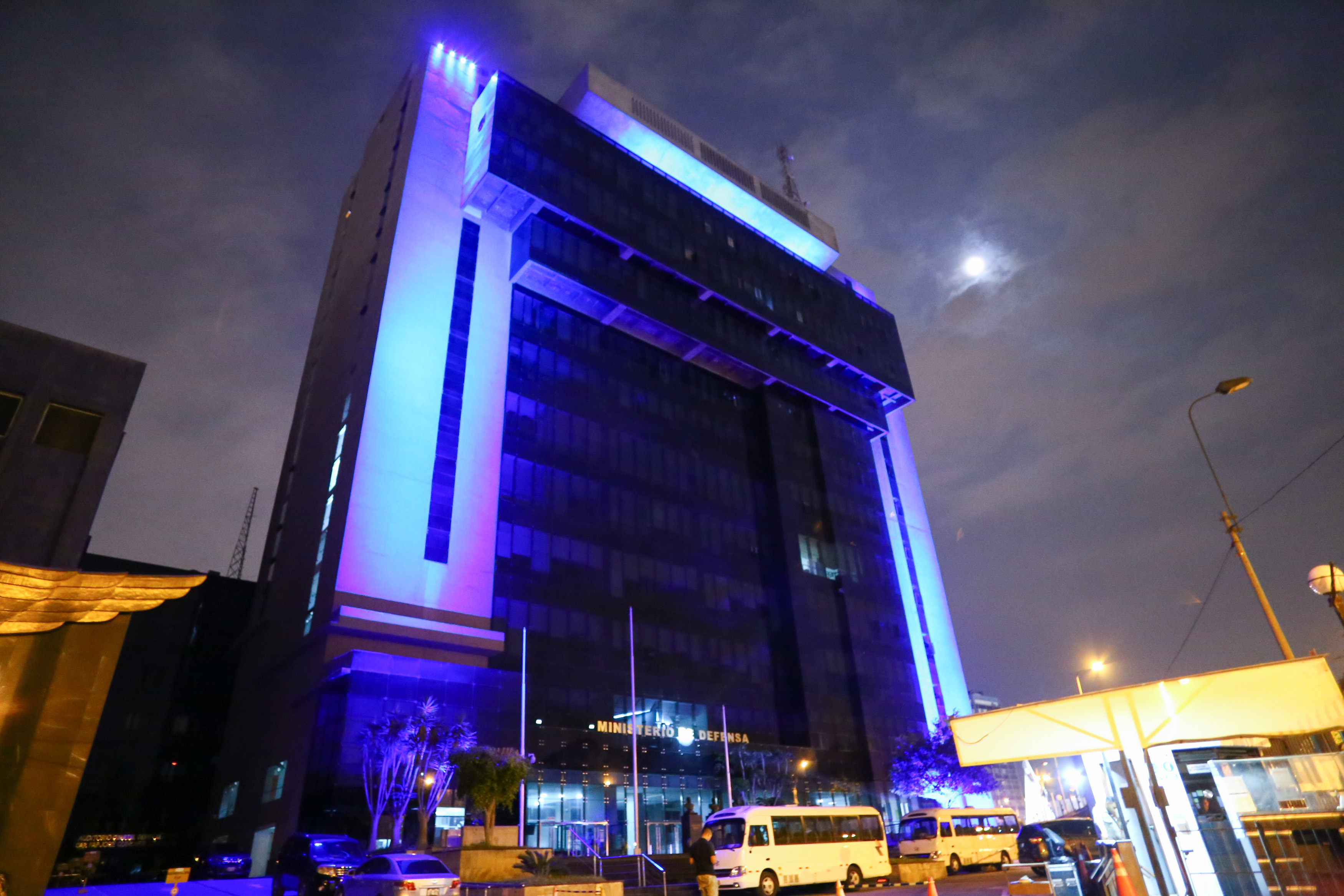
Edificio Quiñones, donde tenía su sede la agencia

En julio de 1992, el Gobierno de Emergencia y Reconstrucción Nacional de Alberto Fujimori promulgó el Decreto Ley n.º 25635, en este se especifica que el Servicio de Inteligencia Nacional (SINA) es el organismo central y rector del Sistema de Inteligencia Nacional, tiene rango ministerial, depende del Presidente de la República y se encarga de producir, integrar, dirigir, coordinar, controlar y realizar actividades de inteligencia y contrainteligencia requeridas por la Seguridad y la Defensa Nacional.
Durante el gobierno de Fujimori se amplió el poder del SIN y su jefe de facto, Vladimiro Montesinos, lo utilizó con fines políticos. El financiamiento de la agencia no fue supervisado por el Congreso; el presupuesto del SIN creció cincuenta veces entre 1990 y 2000, siendo en este último año entre 96 y 108 millones de dólares. En 2000, La República informó de que alrededor de 2.300 personas eran agentes de la organización. Montesinos utilizaba la agencia para recopilar y controlar toda la información dentro de Perú. Las escuchas telefónicas eran habituales por parte de los agentes del SIN bajo el mando de Montesinos. Se colocaron cámaras de vigilancia en el Palacio Legislativo, el Palacio de Justicia, el Palacio de Gobierno, el aeropuerto internacional Jorge Chávez, en burdeles visitados por políticos y en otros lugares de Lima, todos ellos revisados personalmente por Montesinos.
Bajo el mandato de Montesinos, el organismo estuvo rodeado de un halo de misterio, al ser considerado el principal responsable de casos de tortura, asesinatos, secuestros y actos de represión contra opositores al gobierno de Fujimori. Antiguos empleados del Cuartel General del Ejército peruano, conocido localmente como «el Pentagonito», denunciaron la existencia de un subsótano donde se encarcelaba, torturaba y asesinaba a opositores políticos. Según ellos, los asesinados eran incinerados en un incinerador y en las instalaciones se percibía un olor a pelo quemado. En 1998, se alegó que el grupo estaba relacionado con el grupo Colina. Por ello, se ofrecieron 45 días para proceder a su completa desactivación por parte de Marcial Rubio.
El servicio fue desactivado por el presidente Alberto Fujimori en octubre de 2000, presionado por la Organización de Estados Americanos. Esto ocurrió después de que Montesinos fuera descubierto pagando sobornos a importantes figuras de la política, las artes y el ejército. Estas actividades fueron financiadas con recursos públicos y aparentemente con otro tipo de fuentes de dudosa procedencia. Por esta razón, y debido a las escandalosas irregularidades presupuestarias, la Contraloría General de la República realizó una acción de control, cuyo resultado ha sido utilizado por el Poder Judicial en casi todos los procesos que están vinculados al manejo presupuestario del SIN. Luego de su desactivación, el servicio continuó funcionando limitadamente en el año 2001 mediante un decreto ley que lo financió. La Ley n.º 27479 del 5 de junio creó finalmente el Consejo Nacional de Inteligencia (CNI) y la Dirección Nacional de Inteligencia Estratégica (DINIE), disueltos a su vez por la Ley n.º 28664, que creó el Sistema de Inteligencia Nacional (SINA) y la Dirección Nacional de Inteligencia (DINI).

## Funciones
Según el Decreto Ley N.º 25635, el Servicio de Inteligencia Nacional tiene las siguientes funciones:
- A nivel nacional, integrar la inteligencia producida en los campos político, económico, psicosocial y militar
- A nivel dominio o campo de actividad, producir inteligencia en los campos político, económico y psicosocial
- Desarrollar acciones de inteligencia operativa frente a los diversos factores de perturbación que afectan la Seguridad Nacional y la Defensa Nacional.
- Establecer los objetivos, estrategias y planes de inteligencia y contrainteligencia, así como dirigir, coordinar y controlar su ejecución, de conformidad con las políticas y criterios fijados por el Consejo de Defensa Nacional.
- Aprobar el plan anual de actividades de los respectivos órganos de inteligencia conformantes del Sistema de Inteligencia Nacional
- Definir, integrar y consolidar los planteamientos sobre la Doctrina de Inteligencia y Contrainteligencia del SINA
- Planear, dirigir y controlar la ejecución de las actividades de contrainteligencia en todos sus niveles
- Planear, dirigir y supervisar los programas de Capacitación, Investigación y Desarrollo en materia de Inteligencia y Contrainteligencia de los órganos conformantes del Sistema
- Establecer relaciones con organizaciones homólogas de otros países en aspectos relacionados con la Seguridad y Defensa Nacional.
- Modificar su estructura organizativa y los respectivos Cuadros para la Asignación de Personal y Presupuesto Analítico de Personal, en función de los requerimientos derivados del cumplimiento de su misión y objetivos
- Orientar y promover la adecuada participación de los Sectores Público y Privado, a fin de obtener una oportuna y eficiente cooperación con el Sistema de Inteligencia Nacional, en cuanto a la producción de inteligencia.
- Cumplir aquellas otras tareas, compatibles con su naturaleza, que le sean asignadas por el presidente de la República.

## Estructura
- Alta dirección
- Órgano de control
- Órganos de asesoramiento
- Órganos de Línea
- Órganos de Apoyo
- Órganos de Instrucción y Capacitación

## Desactivación
En octubre de 2000, el servicio fue desactivado por el Presidente Alberto Fujimori luego que su jefe de facto Vladimiro Montesinos fuera descubierto pagando sobornos a importantes figuras políticas, militares y artísticas. Estas actividades delictivas estaban financiadas con recursos públicos y aparentemente con otro tipo de fuentes de dudoso origen. Por tal motivo, y debido a las irregularidades escandalosas de tipo presupuestal, la Contraloría General de la República del Perú practicó una acción de control, cuyo resultado ha sido empleado por el Poder Judicial en casi todos los procesos que se vinculan al manejo presupuestal del SIN.
Durante el gobierno de Fujimori, el SIN estuvo rodeado de un halo de misterio por cuanto se le consideraba el principal responsable de casos de tortura, asesinatos, secuestros y actos de represión contra los opositores del gobierno fujimorista. El medio La República reveló que alrededor de 2300 personas fueron agentes de la organización. Incluso se afirmaba que el SIN estaba relacionado al Grupo Colina. Para eso se ofreció 45 días para proceder la desactivación completa a cargo de Marcial Rubio. Aun así, en 2001, este servicio seguía limitadamente operada por un decreto ley que lo financiaba.
En septiembre de 2001, la fiscal anticorrupción Ana Cecilia Magallanes anunció que el Ministerio Público había iniciado investigaciones para esclarecer si se había usado irregularmente el presupuesto mensual que el Gobierno de Alberto Fujimori destinaba al Servicio de Inteligencia Nacional dirigido por Vladimiro Montesinos.

## Sucesión
Luego de la desactivación del SIN, el 5 de junio de 2001 se expidió la Ley n.º 27479 que creó el Consejo Nacional de Inteligencia - CNI y la Dirección Nacional de Inteligencia Estratégica - DINIE. Estos organismos fueron también disueltos con la dación de la Ley n.° 28664 que creó el actual Sistema de Inteligencia Nacional - SINA y la Dirección Nacional de Inteligencia - DINI.

## En la literatura
El escritor peruano Pedro Antonio Bedoya publicó en 2004 su obra Una penosa contingencia centrado en los mecanismos de la SIN.

## Jefes
- Eduardo Segura Gutiérrez
- Rudecindo Zavaleta Rivera
- Rafael Hoyos Rubio (1976)
- Juan Schroth Carlín (1976-1978)
- Mario Villavicencio Alcázar (1980-1981)
- Ludwig Essenwanger Sánchez (1981-1982)
- Juan Bergelund Remy
- Eduardo Colunge Guevara
- Javier Ernesto Rocha Mujica (-1985)
- Julio Velásquez Giacarini (-1986)
- Edwin Díaz Zevallos (1986-1991)
- Julio Salazar Monroe (1991-1998)
- Humberto Rozas Bonuccelli (1998-2000)
- Luis Rodríguez Silva (2000-2001)